# Wereldkampioenschap rugby 1999
Het wereldkampioenschap rugby 1999 is het vierde wereldkampioenschap rugby. Het toernooi werd van 1 oktober tot 6 november 1999 gehouden in Wales. Er werden ook een aantal wedstrijden in Frankrijk, Engeland, Schotland, Ierland en Noord-Ierland gespeeld. Het Australisch rugbyteam veroverde de Webb Ellis Cup.

## Speelsteden
De 41 wedstrijden werden in achttien verschillende stadions gespeeld, in verschillende landen. Wales zelf leverde drie stadions, Frankrijk vijf, Engeland vier, Schotland drie, Ierland twee en Noord-Ierland een. De vijf groepen werden allemaal in een apart land gespeeld. Groep A speelde in Schotland, groep B in Engeland, groep C in Frankrijk, groep D in Wales en groep E in (Noord-)Ierland. Het Stade de France was met zijn capaciteit van 80.000 het grootste stadion. De openingswedstrijd en de finale werden in Cardiff gespeeld in het Millennium Stadium, wat speciaal voor dit wereldkampioenschap werd gebouwd. Er konden gemiddeld 49.610 mensen de wedstrijd volgen in het stadion. Uiteindelijk zouden er 1.750.000 mensen het stadion bezoeken, wat neerkomt op 42.683 toeschouwers per wedstrijd.
| Stad         | Stadion                 | Capaciteit | Aantal wedstrijden |
| ------------ | ----------------------- | ---------- | ------------------ |
| Saint-Denis  | Stade de France         | 80.000     | 1                  |
| Londen       | Twickenham Stadium      | 75.000     | 6                  |
| Cardiff      | Millennium Stadium      | 74.500     | 7                  |
| Edinburgh    | Murrayfield Stadium     | 57.500     | 6                  |
| Glasgow      | Hampden Park            | 52.500     | 1                  |
| Dublin       | Lansdowne Road          | 49.250     | 5                  |
| Lens         | Stade Félix Bollaert    | 41.800     | 1                  |
| Bordeaux     | Parc Lescure            | 34.327     | 2                  |
| Huddersfield | McAlpine Stadium        | 28.000     | 1                  |
| Toulouse     | Stade de Toulouse       | 27.000     | 2                  |
| Béziers      | Stade de la Méditeranée | 25.000     | 2                  |
| Bristol      | Ashton Gate             | 21.500     | 1                  |
| Leicester    | Welford Road Stadium    | 16.500     | 1                  |
| Wrexham      | Racecourse Ground       | 15.500     | 1                  |
| Limerick     | Thomond Park            | 13.500     | 1                  |
| Belfast      | Ravenhill Stadium       | 12.500     | 1                  |
| Llanelli     | Stradey Park            | 10.800     | 1                  |
| Galashiels   | Netherdale              | 6.000      | 1                  |

## Deelnemende landen
Het aantal deelnemers werd met vier uitgebreid naar twintig landen. Gastland Wales was automatisch gekwalificeerd, alsmede de drie beste landen van de vorige editie. De overige zestien plaatsen werden verdeeld onder de winnaars van het kwalificatietoernooi. Aan de kwalificatie deden in totaal 65 landen mee.
De deelnemende landen waren:
| Afrika - Namibië - Zuid-Afrika | Amerika - Argentinië - Canada - Uruguay - Verenigde Staten | Azië - Japan | Europa - Engeland - Frankrijk - Ierland - Italië - Roemenië - Schotland - Spanje - Wales | Oceanië - Australië - Fiji - Nieuw-Zeeland - Samoa - Tonga |

## Groepsfase
De twintig deelnemende landen werden verdeeld over vijf groepen van elk vier teams. Een winstpartij leverde twee punten op, een gelijkspel één punt en een verlies geen punten. De vijf groepswinnaars plaatsten zich rechtstreeks voor de kwartfinale. De vijf nummers twee en de beste nummer drie streden door middel van een playoffronde voor een plaats in de kwartfinale.
Een try leverde vijf punten, een conversie twee, een penalty drie en een drop-goal drie.

### Groep A
| Plaats | Land        | Wedstrijden | Wedstrijden | Wedstrijden | Wedstrijden | Doelpunten | Doelpunten | Doelpunten | Punten |
| Plaats | Land        | gespeeld    | winst       | gelijk      | verlies     | voor       | tegen      | saldo      | Punten |
| ------ | ----------- | ----------- | ----------- | ----------- | ----------- | ---------- | ---------- | ---------- | ------ |
| 1      | Zuid-Afrika | 3           | 3           | 0           | 0           | 132        | 35         | 97         | 6      |
| 2      | Schotland   | 3           | 2           | 0           | 1           | 120        | 58         | 62         | 4      |
| 3      | Uruguay     | 3           | 1           | 0           | 2           | 42         | 97         | -55        | 2      |
| 4      | Spanje      | 3           | 0           | 0           | 3           | 18         | 122        | -104       | 0      |

| Datum      |             | Uitslag |             | Stadion             | Plaats     |
| ---------- | ----------- | ------- | ----------- | ------------------- | ---------- |
| 2 oktober  | Spanje      | 15–27   | Uruguay     | Netherdale          | Galashiels |
| 3 oktober  | Schotland   | 29–46   | Zuid-Afrika | Murrayfield Stadium | Edinburgh  |
| 8 oktober  | Schotland   | 43–12   | Uruguay     | Murrayfield Stadium | Edinburgh  |
| 10 oktober | Zuid-Afrika | 47–3    | Spanje      | Murrayfield Stadium | Edinburgh  |
| 15 oktober | Zuid-Afrika | 39–3    | Uruguay     | Hampden Park        | Glasgow    |
| 16 oktober | Schotland   | 48–0    | Spanje      | Murrayfield Stadium | Edinburgh  |

### Groep B
| Plaats | Land          | Wedstrijden | Wedstrijden | Wedstrijden | Wedstrijden | Doelpunten | Doelpunten | Doelpunten | Punten |
| Plaats | Land          | gespeeld    | winst       | gelijk      | verlies     | voor       | tegen      | saldo      | Punten |
| ------ | ------------- | ----------- | ----------- | ----------- | ----------- | ---------- | ---------- | ---------- | ------ |
| 1      | Nieuw-Zeeland | 3           | 3           | 0           | 0           | 176        | 28         | 148        | 6      |
| 2      | Engeland      | 3           | 2           | 0           | 1           | 184        | 47         | 137        | 4      |
| 3      | Tonga         | 3           | 1           | 0           | 2           | 47         | 171        | -124       | 2      |
| 4      | Italië        | 3           | 0           | 0           | 3           | 35         | 196        | -161       | 0      |

| Datum      |               | Uitslag |               | Stadion          | Plaats       |
| ---------- | ------------- | ------- | ------------- | ---------------- | ------------ |
| 2 oktober  | Engeland      | 67–7    | Italië        | Twickenham       | Londen       |
| 3 oktober  | Nieuw-Zeeland | 45–9    | Tonga         | Ashton Gate      | Bristol      |
| 9 oktober  | Engeland      | 16–30   | Nieuw-Zeeland | Twickenham       | Londen       |
| 10 oktober | Italië        | 25–28   | Tonga         | Welford Road     | Leicester    |
| 14 oktober | Nieuw-Zeeland | 101–3   | Italië        | McAlpine Stadium | Huddersfield |
| 15 oktober | Engeland      | 101–10  | Tonga         | Twickenham       | Londen       |

### Groep C
| Plaats | Land      | Wedstrijden | Wedstrijden | Wedstrijden | Wedstrijden | Doelpunten | Doelpunten | Doelpunten | Punten |
| Plaats | Land      | gespeeld    | winst       | gelijk      | verlies     | voor       | tegen      | saldo      | Punten |
| ------ | --------- | ----------- | ----------- | ----------- | ----------- | ---------- | ---------- | ---------- | ------ |
| 1      | Frankrijk | 3           | 3           | 0           | 0           | 108        | 52         | 56         | 6      |
| 2      | Fiji      | 3           | 2           | 0           | 1           | 124        | 68         | 56         | 4      |
| 3      | Canada    | 3           | 1           | 0           | 2           | 114        | 82         | 32         | 2      |
| 4      | Namibië   | 3           | 0           | 0           | 3           | 42         | 186        | -144       | 0      |

| Datum      |           | Uitslag |         | Stadion                  | Plaats   |
| ---------- | --------- | ------- | ------- | ------------------------ | -------- |
| 1 oktober  | Fiji      | 67–18   | Namibië | Stade de la Mediterranee | Béziers  |
| 2 oktober  | Frankrijk | 33–20   | Canada  | Stade de la Mediterranee | Béziers  |
| 8 oktober  | Frankrijk | 47–13   | Namibië | Parc Lescure             | Bordeaux |
| 9 oktober  | Fiji      | 38–22   | Canada  | Parc Lescure             | Bordeaux |
| 14 oktober | Canada    | 72–11   | Namibië | Stade de Toulouse        | Toulouse |
| 16 oktober | Frankrijk | 28–19   | Fiji    | Stade de Toulouse        | Toulouse |

### Groep D
| Plaats | Land       | Wedstrijden | Wedstrijden | Wedstrijden | Wedstrijden | Doelpunten | Doelpunten | Doelpunten | Punten |
| Plaats | Land       | gespeeld    | winst       | gelijk      | verlies     | voor       | tegen      | saldo      | Punten |
| ------ | ---------- | ----------- | ----------- | ----------- | ----------- | ---------- | ---------- | ---------- | ------ |
| 1      | Wales      | 3           | 2           | 0           | 1           | 118        | 71         | 47         | 4      |
| 2      | Argentinië | 3           | 2           | 0           | 1           | 83         | 51         | 32         | 4      |
| 3      | Samoa      | 3           | 2           | 0           | 1           | 97         | 72         | 25         | 4      |
| 4      | Japan      | 3           | 0           | 0           | 3           | 36         | 140        | -104       | 0      |

| Datum      |            | Uitslag |            | Stadion            | Plaats   |
| ---------- | ---------- | ------- | ---------- | ------------------ | -------- |
| 1 oktober  | Wales      | 23–18   | Argentinië | Millennium Stadium | Cardiff  |
| 3 oktober  | Samoa      | 43–9    | Japan      | Racecourse Ground  | Wrexham  |
| 9 oktober  | Wales      | 64–15   | Japan      | Millennium Stadium | Cardiff  |
| 10 oktober | Argentinië | 32–16   | Samoa      | Stradey Park       | Llanelli |
| 14 oktober | Wales      | 31–38   | Samoa      | Millennium Stadium | Cardiff  |
| 16 oktober | Argentinië | 33–12   | Japan      | Millennium Stadium | Cardiff  |

### Groep E
| Plaats | Land             | Wedstrijden | Wedstrijden | Wedstrijden | Wedstrijden | Doelpunten | Doelpunten | Doelpunten | Punten |
| Plaats | Land             | gespeeld    | winst       | gelijk      | verlies     | voor       | tegen      | saldo      | Punten |
| ------ | ---------------- | ----------- | ----------- | ----------- | ----------- | ---------- | ---------- | ---------- | ------ |
| 1      | Australië        | 3           | 3           | 0           | 0           | 135        | 31         | 104        | 6      |
| 2      | Ierland          | 3           | 2           | 0           | 1           | 100        | 45         | 55         | 4      |
| 3      | Roemenië         | 3           | 1           | 0           | 2           | 50         | 126        | -76        | 2      |
| 4      | Verenigde Staten | 3           | 0           | 0           | 3           | 52         | 135        | -83        | 0      |

| Datum      |                  | Uitslag |                  | Stadion        | Plaats   |
| ---------- | ---------------- | ------- | ---------------- | -------------- | -------- |
| 2 oktober  | Ierland          | 53–8    | Verenigde Staten | Lansdowne Road | Dublin   |
| 3 oktober  | Australië        | 57–9    | Roemenië         | Ravenhill      | Belfast  |
| 9 oktober  | Verenigde Staten | 25–27   | Roemenië         | Lansdowne Road | Dublin   |
| 10 oktober | Ierland          | 3–23    | Australië        | Lansdowne Road | Dublin   |
| 14 oktober | Australië        | 55–19   | Verenigde Staten | Thormond Park  | Limerick |
| 15 oktober | Ierland          | 44–14   | Roemenië         | Lansdowne Road | Dublin   |

## Knock-outfase

### Playoff kwartfinale
| Datum      |            | Uitslag |         | Stadion              | Plaats    |
| ---------- | ---------- | ------- | ------- | -------------------- | --------- |
| 20 oktober | Engeland   | 45–24   | Fiji    | Twickenham           | Londen    |
| 20 oktober | Schotland  | 35–20   | Samoa   | Murrayfield          | Edinburgh |
| 20 oktober | Argentinië | 28–24   | Ierland | Stade Félix Bollaert | Lens      |

|  | kwartfinale                               | kwartfinale                     |                                          |    | halve finale                             | halve finale                             |    |  | finale | finale |
|  |                                           |                                 |                                          |    |                                          |                                          |    |  |        |        |
|  | 23 oktober - Millennium Stadium, Cardiff  |                                 |                                          |    |                                          |                                          |    |  |        |        |
|  |                                           |                                 |                                          |    |                                          |                                          |    |  |        |        |
|  | Wales                                     | 9                               |                                          |    |                                          |                                          |    |  |        |        |
|  | Wales                                     | 9                               | 30 oktober - Twickenham, Londen          |    |                                          |                                          |    |  |        |        |
|  | Australië                                 | 24                              |                                          |    |                                          |                                          |    |  |        |        |
|  | Australië                                 | 24                              | Australië                                | 27 |                                          |                                          |    |  |        |        |
|  | 24 oktober - Stade de France, Saint-Denis |                                 | Australië                                | 27 |                                          |                                          |    |  |        |        |
|  |                                           | Zuid-Afrika                     | 21                                       |    |                                          |                                          |    |  |        |        |
|  | Engeland                                  | Zuid-Afrika                     | 21                                       | 21 |                                          |                                          |    |  |        |        |
|  | Engeland                                  |                                 | 6 november - Millennium Stadium, Cardiff | 21 |                                          |                                          |    |  |        |        |
|  | Zuid-Afrika                               | 44                              |                                          |    |                                          |                                          |    |  |        |        |
|  | Zuid-Afrika                               | 44                              | Australië                                | 35 |                                          |                                          |    |  |        |        |
|  | 24 oktober - Lansdowne Road, Dublin       |                                 | Australië                                | 35 |                                          |                                          |    |  |        |        |
|  |                                           | Frankrijk                       | 12                                       |    |                                          |                                          |    |  |        |        |
|  | Argentinië                                | Frankrijk                       | 12                                       | 26 |                                          |                                          |    |  |        |        |
|  | Argentinië                                | 31 oktober - Twickenham, Londen |                                          | 26 |                                          |                                          |    |  |        |        |
|  | Frankrijk                                 | 47                              |                                          |    |                                          |                                          |    |  |        |        |
|  | Frankrijk                                 | 47                              | Frankrijk                                | 43 | derde plaats                             | derde plaats                             |    |  |        |        |
|  | 24 oktober - Murrayfield, Edinburgh       |                                 | Frankrijk                                | 43 | derde plaats                             | derde plaats                             |    |  |        |        |
|  |                                           | Nieuw-Zeeland                   | 31                                       |    | 4 november - Millennium Stadium, Cardiff | 4 november - Millennium Stadium, Cardiff |    |  |        |        |
|  | Schotland                                 | Nieuw-Zeeland                   | 31                                       | 18 | 4 november - Millennium Stadium, Cardiff | 4 november - Millennium Stadium, Cardiff |    |  |        |        |
|  | Schotland                                 |                                 |                                          |    |                                          | Nieuw-Zeeland                            | 18 |  |        |        |
|  | Nieuw-Zeeland                             | 30                              |                                          |    |                                          | Nieuw-Zeeland                            | 18 |  |        |        |
|  | Nieuw-Zeeland                             | 30                              | Zuid-Afrika                              | 22 |                                          |                                          |    |  |        |        |
|  |                                           |                                 | Zuid-Afrika                              | 22 |                                          |                                          |    |  |        |        |

| 1999 Wereldkampioen rugby |
| ------------------------- |
| AUSTRALIË Tweede titel    |

## Topscorers

### In punten
Er zijn in totaal 2417 punten gescoord, dit is gemiddeld 59 per wedstrijd. De Argentijn Gonzalo Quesada werd topscorer met 102 punten.
| Naam                | Land          | Punten |
| ------------------- | ------------- | ------ |
| Gonzalo Quesada     | Argentinië    | 102    |
| Matt Burke          | Australië     | 101    |
| Jannie de Beer      | Zuid-Afrika   | 97     |
| Andrew Mehrtens     | Nieuw-Zeeland | 79     |
| Christophe Lamaison | Frankrijk     | 65     |
| Neil Jenkins        | Wales         | 57     |
| Paul Grayson        | Engeland      | 54     |
| Kenny Logan         | Schotland     | 51     |
| Gareth Rees         | Canada        | 49     |
| David Humphreys     | Ierland       | 41     |

### In try's
Er zijn in totaal 242 try's gescoord, dit is gemiddeld 6 per wedstrijd.
| Naam                   | Land          | Try's |
| ---------------------- | ------------- | ----- |
| Jonah Lomu             | Nieuw-Zeeland | 8     |
| Jeff Wilson            | Nieuw-Zeeland | 6     |
| Keith Wood             | Ierland       | 4     |
| Dan Luger              | Engeland      | 4     |
| Viliame Satala         | Fiji          | 4     |
| Philippe Bernat-Salles | Frankrijk     | 4     |

1987 · 
1991 · 
1995 · 
1999 · 
2003 · 
2007 · 
2011 · 
2015 · 
2019 · 
2023 · 
2027 · 
2031